# Estivella
Estivella település Spanyolországban, Valencia tartományban. Estivella Albalat dels Tarongers, Sagunt, Segart, Serra és Torres Torres községekkel határos. Lakosainak száma 1631 fő (2024).

## Népesség
A település népessége az utóbbi években az alábbiak szerint változott:
| Lakosok száma | 1125 | 1164 | 1252 | 1352 | 1384 | 1387 | 1416 | 1456 | 1559 | 1631 |
|               | 2001 | 2004 | 2007 | 2009 | 2012 | 2014 | 2017 | 2019 | 2022 | 2024 |